# Петер Регин
Петер Регин Јенсен (дан. Peter Regin Jensen — Хернинг, 16. април 1986) професионални је дански хокејаш на леду који игра на позицији деснокрилног нападача. 
Учествовао је на драфту НХЛ лиге 2004. где га је као 87. пика у трећој рунди одабрала екипа Отава сенаторса. У НХЛ лиги провео је 5 сезона играјући за екипе Сенаторса, Ајландерса и Блекхокса. У лето 2015. враћа се у Европу и потписује трогодишњи уговор са финским КХЛ лигашем Јокеритом из Хелсинкија.
Члан је сениорске репрезентације Данске за коју је дебитовао на светском првенству 2005. године.